# 大其力

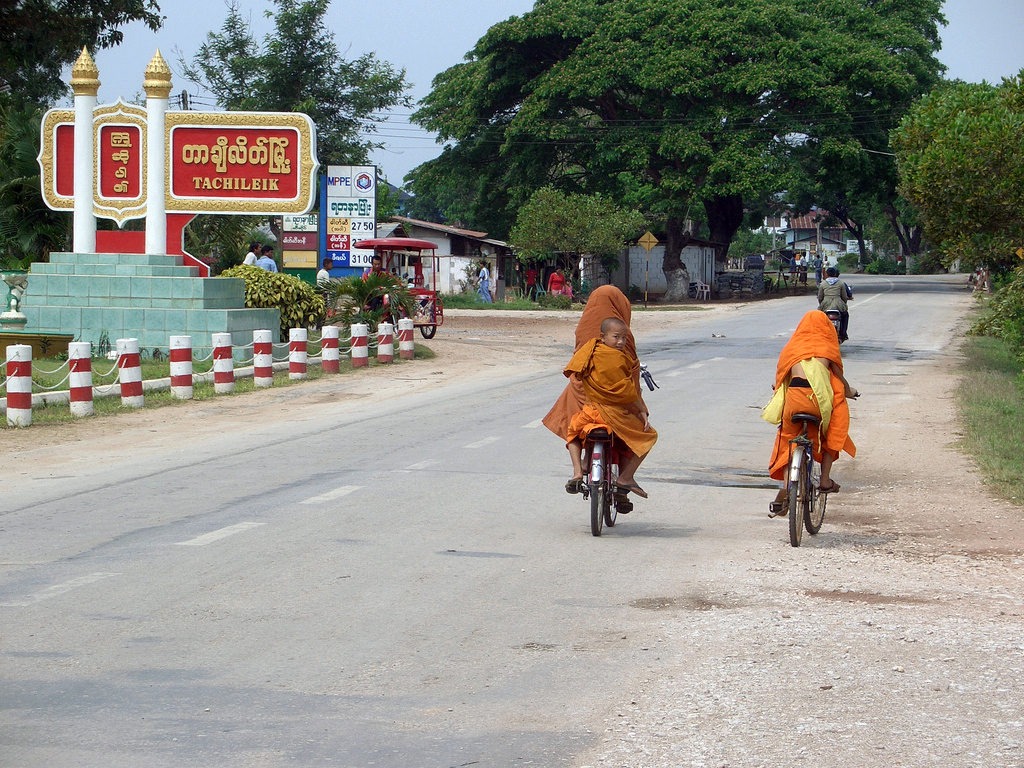
進入大其力的道路

大其力（緬甸語： [tà tɕʰì leɪʔ]，皇家轉寫：Tha Khilek [tʰâː.kʰîː.lèk]），是緬甸東部撣邦的一個邊境城市，與泰国清莱府的湄赛县僅隔著一道湄赛河，有橋連接兩地。该市是大其力鎮區的行政中心，在2014年人口有51,553人，全邦人口排行第四。
這里是金三角鴉片和軟性毒品貿易的管道，也是大毒梟昆沙生前的居住地。當地有兩個機場連接景棟、仰光和曼德勒。
2011年3月24日，在大其力附近發生6.8級地震，遠至清邁也受到損害。